# Irán vasúti közlekedése
Irán vasúthálózata 8348 km, amelyből 8389 km normál, 94 km pedig széles (1676 mm) nyomtávú. A villamosított vonalak hossza 189 km. Nemzeti vasúttársasága az Irán Iszlám Köztársaság Vasutak.

## Vasútvonalak megnyitása[2]
| Vonal                         | Hossz (km) | Építés dátuma |
| Tebriz – Dzsolfa              | 148        | 1912–1916     |
| Záhedán – Mirdzsáve           | 94         | 1920–1921     |
| Teherán – Bandar Torkamán     | 461        | 1928–1938     |
| Teherán – Bandar Emám Homejni | 928        | 1928–1939     |
| Ahváz – Horramsahr            | 121        | 1942–1943     |
| Szar Bandar – Mashad          | 12         | 1950–1951     |
| Garmszár – Mashad             | 812        | 1938–1958     |
| Teherán – Tebriz              | 736        | 1939–1959     |
| Gorgán – Bandar Torkamán      | 35         | 1960–1961     |
| Tebriz – Bázárgán             | 192        | 1912–1971     |
| Kom – Zarand                  | 847        | 1939–1971     |
| Iszfahán – Zarrin Sahr        | 111        | 1969–1972     |
| Zarand – Kermán               | 80         | 1975–1979     |
| Báfg – Bandar-Abbász          | 626        | 1982–1995     |
| Arpin – Maleki                | 24         | 1993–1997     |
| Arpin – Mohammadije-2         | 122        | 1994–1999     |
| Csádormálu – Mejbod           | 219        | 1992–1999     |
| Mohammadije-2 – Mohammadije-1 | 6          | 1994–1999     |
| Báfg – Kásmar                 | 800        | 1992–2001     |
| Iszfahán – Siráz              | 506        | 2009          |
| Kermán – Záhedán              | 546        | 2009          |

## Napjainkban
Az Irán Iszlám Köztársaság Vasutak (RAI), Irán két legnagyobb városa közötti vasútvonalat 2008-tól villamosítaná, az ország Fars hírügynöksége közlése szerint. Abbas Qorbanail, a RAI egyik vezetője kijelentette, öt hazai és külföldi vállalat alkotta konzorcium kötheti meg a szerződést, a Teherán - Mashad közötti 926 km hosszúságú vonal villamosítási munkáinak kivitelezésére. Hozzátette, a szerződő felek között kínai, orosz és európai vállalatok szerepelnek. Jelenleg az országban egyetlenegy villamosított vonal üzemel, az ország északnyugati részén futó 148 km hosszúságú, Jolfa - Sufian - Tebriz városok közötti vonal.

## Vasúti kapcsolata más országokkal
- Afganisztán - tervezés alatt
- Azerbajdzsán - eltérő nyomtáv 1435 mm / 1520 mm
- Örményország - tervezés alatt - eltérő nyomtáv 1435 mm / 1520 mm[3]
- Irak - részben építés alatt, részben tervezés alatt
  - hosszú vonal Arákból Kermánsáh-on át Bagdadig
  - rövid vonal (kb. 50 km) Khorramshahr és Baszra között (elvileg 2006-ban elkészült)
- Pakisztán - eltérő nyomtáv 1435 mm / 1676 mm - hiányzó vonalszakasz Bam és Zahedan között (2009-ben)
- Törökország - a Van-tavon vasúti komppal - azonos nyomtáv
- Türkmenisztán - eltérő nyomtáv 1435 mm / 1520 mm